# ويزلي كلير ميتشيل
ويزلي كلير ميتشيل (بالإنجليزية: Wesley Clair Mitchell)‏ هو إحصائي واقتصادي أمريكي، ولد في 5 أغسطس 1874 في روشفيل في الولايات المتحدة، وتوفي في 29 أكتوبر 1948 في نيويورك في الولايات المتحدة.

## وصلات خارجية
- ويزلي كلير ميتشيل على موقع الموسوعة البريطانية (الإنجليزية)
- ويزلي كلير ميتشيل على موقع إن إن دي بي (الإنجليزية)